# Estación de Plaza de España (Metro de Madrid)
Plaza de España es una estación de las líneas 3 y 10 del Metro de Madrid, España. Se encuentra unida con la estación de Noviciado, perteneciente a la línea 2, a través de un túnel que posibilita el transbordo.
Está situada entre los barrios de Argüelles (distrito Moncloa-Aravaca), Universidad y Palacio (distrito Centro). Los andenes de la línea 3 de Plaza de España están bajo la calle de la Princesa, a la altura de la plaza del mismo nombre, y los de la línea 10 bajo la calle de los Reyes, a mayor profundidad que los de las otras dos líneas. 
Desde el 5 de diciembre de 2020 los rombos con el logotipo del Metro de Madrid ubicados en los accesos llevan los colores de la bandera nacional como homenaje a la Constitución.

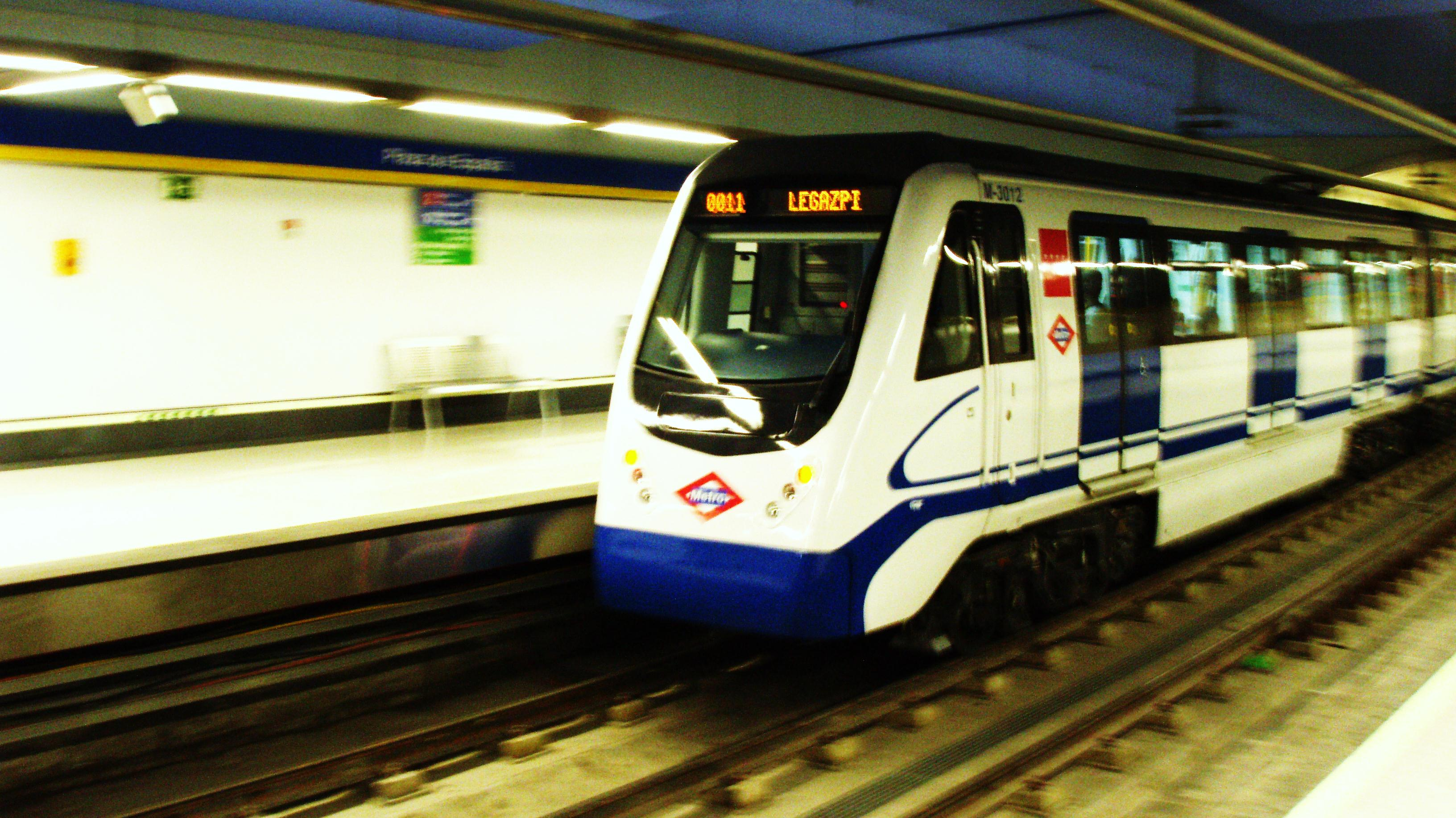
Tren de la serie 3000 en la estación

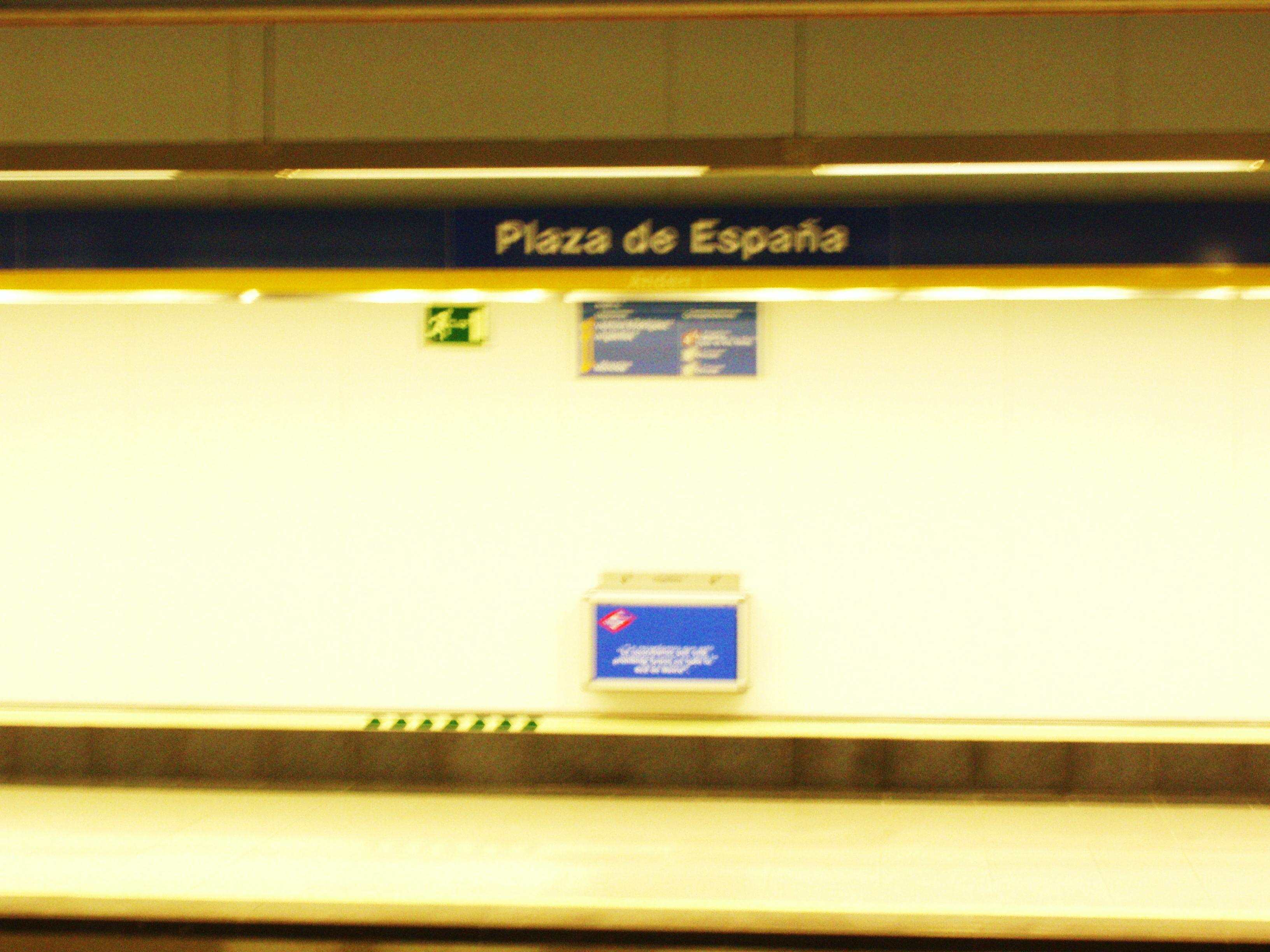
Rótulo de la estación

## Accesos
Plaza de España
Vestíbulo Leganitos
- Leganitos C/ Gran Vía, 73
- Coliseum C/ Gran Vía, 80
- Reyes Calle de los Reyes, 1
- Princesa Calle de la Princesa, 2

Vestíbulo Plaza de España
- Pza. España Plaza de España, 18
- Ascensor Plaza de España, 18. Acceso a andenes de Línea 3

Vestíbulo Conde de Toreno
- Ascensores Plaza del Conde de Toreno, 1. Acceso a andenes de Línea 10

## Líneas y conexiones

### Metro
| Líneas de Metro que prestan servicio en la estación de Plaza de España |            |       |                   |                |
| << cabecera                                                            | < estación | línea | estación >        | cabecera >>    |
| El Casar                                                               | Callao     |       | Ventura Rodríguez | Moncloa        |
| Hospital Infanta Sofía Cambio de tren en Tres Olivos                   | Tribunal   |       | Príncipe Pío      | Puerta del Sur |

### Autobuses
| Diurnos   |                                        |                                                        |
| Línea     | Destino                                | Parada                                                 |
| 001       | Estación de Atocha                     | 741 PLAZA DE ESPAÑA (C/ Princesa, 1)                   |
| 1         | Prosperidad                            | 741 PLAZA DE ESPAÑA (C/ Princesa, 1)                   |
| 2         | Manuel Becerra                         | 741 PLAZA DE ESPAÑA (C/ Princesa, 1)                   |
| 44        | Callao                                 | 741 PLAZA DE ESPAÑA (C/ Princesa, 1)                   |
| 74        | Parque de las Avenidas                 | 741 PLAZA DE ESPAÑA (C/ Princesa, 1)                   |
| 133       | Callao                                 | 741 PLAZA DE ESPAÑA (C/ Princesa, 1)                   |
| 138       | Colonia San Ignacio de Loyola          | 741 PLAZA DE ESPAÑA (C/ Princesa, 1)                   |
| C2        | Circular 2                             | 741 PLAZA DE ESPAÑA (C/ Princesa, 1)                   |
| 001       | Moncloa                                | 1750 PLAZA DE ESPAÑA (C/ Princesa, 4)                  |
| 1         | Cristo Rey                             | 1750 PLAZA DE ESPAÑA (C/ Princesa, 4)                  |
| 2         | Reina Victoria                         | 1750 PLAZA DE ESPAÑA (C/ Princesa, 4)                  |
| 44        | Marqués de Viana                       | 1750 PLAZA DE ESPAÑA (C/ Princesa, 4)                  |
| 133       | Mirasierra                             | 1750 PLAZA DE ESPAÑA (C/ Princesa, 4)                  |
| 138       | Cristo Rey                             | 1750 PLAZA DE ESPAÑA (C/ Princesa, 4)                  |
| C1        | Circular 1                             | 1750 PLAZA DE ESPAÑA (C/ Princesa, 4)                  |
| 3         | Puerta de Toledo                       | 854 PLAZA DE ESPAÑA                                    |
| 46        | Moncloa                                | 854 PLAZA DE ESPAÑA                                    |
| 74        | Pintor Rosales                         | 854 PLAZA DE ESPAÑA                                    |
| 75        | Colonia Manzanares                     | 854 PLAZA DE ESPAÑA                                    |
| 148       | Puente de Vallecas                     | 854 PLAZA DE ESPAÑA                                    |
| 3         | San Amaro                              | 855 PLAZA DE ESPAÑA (N.º 6)                            |
| 46        | Sol / Sevilla                          | 855 PLAZA DE ESPAÑA (N.º 6)                            |
| 75        | Callao                                 | 855 PLAZA DE ESPAÑA (N.º 6)                            |
| 148       | Callao                                 | 855 PLAZA DE ESPAÑA (N.º 6)                            |
| 25        | Casa de Campo                          | 5205 PLAZA DE ESPAÑA-TERMINAL (C/ Reyes, 23)           |
| 39        | Colonia San Ignacio de Loyola          | 5206 PLAZA DE ESPAÑA-TERMINAL (C/ Maestro Guerrero, 6) |
| 158       | Glorieta de Los Cármenes               | 1747 PLAZA DE ESPAÑA-TERMINAL (C/ Maestro Guerrero, 8) |
| 002       | Argüelles                              | 4134 REYES                                             |
| Nocturnos |                                        |                                                        |
| Línea     | Destino                                | Parada                                                 |
| N16       | Avenida de la Peseta                   | 170 GRAN VÍA-PLAZA DE ESPAÑA                           |
| N18       | Las Águilas                            | 170 GRAN VÍA-PLAZA DE ESPAÑA                           |
| N19       | Colonia San Ignacio de Loyola          | 170 GRAN VÍA-PLAZA DE ESPAÑA                           |
| N20       | Pitis                                  | 170 GRAN VÍA-PLAZA DE ESPAÑA                           |
| N21       | Arroyo del Fresno                      | 283 GRAN VÍA-PLAZA DE ESPAÑA                           |
| N16       | Cibeles                                | 171 GRAN VÍA-PLAZA DE ESPAÑA                           |
| N18       | Cibeles                                | 171 GRAN VÍA-PLAZA DE ESPAÑA                           |
| N19       | Cibeles                                | 171 GRAN VÍA-PLAZA DE ESPAÑA                           |
| N20       | Cibeles                                | 171 GRAN VÍA-PLAZA DE ESPAÑA                           |
| N21       | Cibeles                                | 171 GRAN VÍA-PLAZA DE ESPAÑA                           |
| NC2       | Circular 2 (> Atocha - Manuel Becerra) | 741 PLAZA DE ESPAÑA (C/ Princesa, 1)                   |
| NC1       | Circular 1 (> Cuatro Caminos)          | 1750 PLAZA DE ESPAÑA (C/ Princesa, 4)                  |